# Ordu (tartomány)
Ordu tartomány Törökország egyik fekete-tengeri tartománya, székhelye Ordu városa. Északnyugaton Samsun, délnyugaton Tokat, délen Sivas, keleten Giresun határolja.

## Körzetek
A tartománynak 19 körzete van:
| - Akkuş - Aybastı - Çamaş - Çatalpınar - Çaybaşı - Fatsa - Gölköy - Gülyalı - Gürgentepe - İkizce | - Kabadüz - Kabataş - Korgan - Kumru - Mesudiye - Ordu - Perşembe - Ulubey - Ünye |

## Turizmus
A tartomány erdőkben gazdag, népszerű időtöltés a kirándulás a környező hegyekben, és a 250 m átmérőjű Ulugöl krátertó környezetében. Persembe körzetétől nem messze található a Hoynat-sziget, ahol Törökországban egyedülálló módon kormoránok fészkelnek. Számos ókori vár és oszmán-kori emlék található a tartomány területén. A Boztepe-domb tetejéről rálátni a Fekete-tengerre, itt kilátó is épült a turisták számára. A tengerparton strandok is találhatóak.

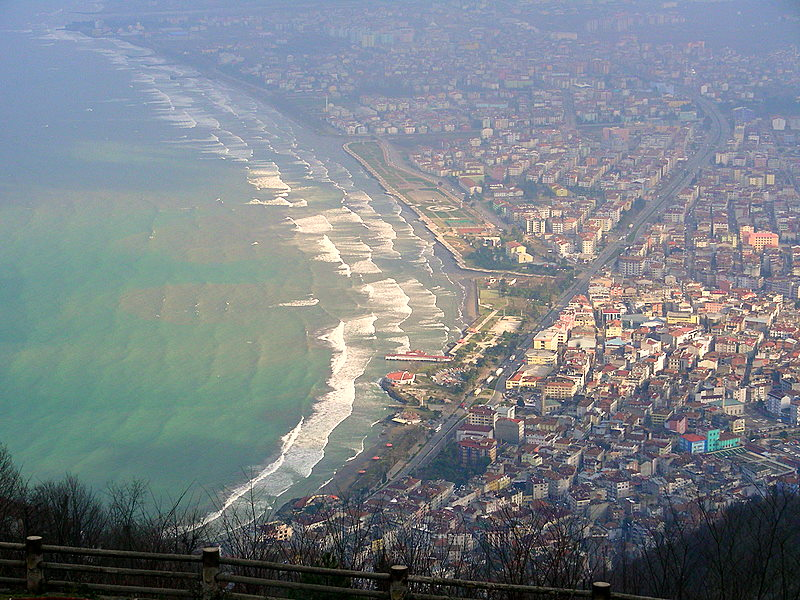
Kilátás a Boztepe-dombról
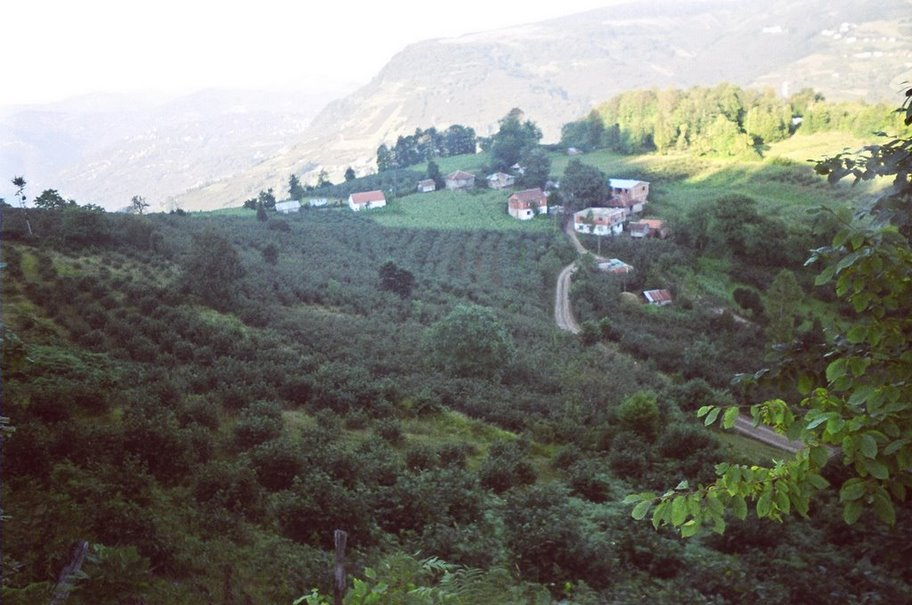
Gölköy körzet hegyvidéke
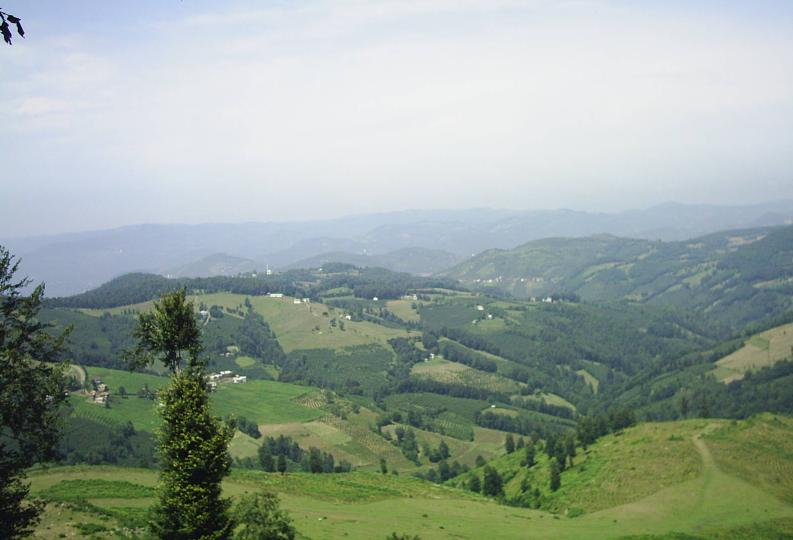
Ordui hegyvidék

## Külső hivatkozások
- Ordu tartomány honlapja (törökül) és (angolul)